# Saison 1928-1929 des Canadiens de Montréal
Autres saisons
Saison précédente Saison suivante
La saison 1928-1929 de hockey sur glace est la vingtième saison que jouent les Canadiens de Montréal. Ils évoluent alors dans la Ligue nationale de hockey et finissent à la 1re place au classement de la Division Canadienne.

## Saison régulière

### Classement

#### Division Canadienne
|                        | PJ | V  | D  | N  | BP | BC | Pts |
| ---------------------- | -- | -- | -- | -- | -- | -- | --- |
| Canadiens de Montréal  | 44 | 22 | 7  | 15 | 71 | 43 | 59  |
| Americans de New York  | 44 | 19 | 13 | 12 | 53 | 53 | 50  |
| Maple Leafs de Toronto | 44 | 21 | 18 | 5  | 85 | 69 | 47  |
| Sénateurs d'Ottawa     | 44 | 14 | 17 | 13 | 54 | 67 | 41  |
| Maroons de Montréal    | 44 | 15 | 20 | 9  | 67 | 65 | 39  |

#### Division Américaine
|                       | PJ | V  | D  | N  | BP | BC | Pts |
| --------------------- | -- | -- | -- | -- | -- | -- | --- |
| Bruins de Boston      | 44 | 26 | 13 | 5  | 89 | 52 | 57  |
| Rangers de New York   | 44 | 21 | 13 | 10 | 72 | 65 | 52  |
| Cougars de Détroit    | 44 | 19 | 16 | 9  | 72 | 63 | 47  |
| Pirates de Pittsburgh | 44 | 9  | 27 | 8  | 46 | 80 | 26  |
| Blackhawks de Chicago | 44 | 7  | 29 | 8  | 33 | 85 | 22  |

## Match après match

### Novembre
| No | Date        | Visiteur              | Score | Domicile               | Fiche |
| -- | ----------- | --------------------- | ----- | ---------------------- | ----- |
| 1  | 15 novembre | Maroons de Montréal   | 1-3   | Les Canadiens          | 1-0-0 |
| 2  | 17 novembre | Les Canadiens         | 2-4   | Maple Leafs de Toronto | 1-1-0 |
| 3  | 20 novembre | Les Canadiens         | 1-0   | Bruins de Boston       | 2-1-0 |
| 4  | 22 novembre | Les Canadiens         | 0-0   | Pirates de Pittsburgh  | 2-1-1 |
| 5  | 24 novembre | Americans de New York | 4-3   | Les Canadiens          | 2-2-1 |
| 6  | 29 novembre | Pirates de Pittsburgh | 1-1   | Les Canadiens          | 2-2-2 |

### Décembre
| No | Date         | Visiteur               | Score | Domicile              | Fiche |
| -- | ------------ | ---------------------- | ----- | --------------------- | ----- |
| 7  | 1er décembre | Les Canadiens          | 2-0   | Sénateurs d'Ottawa    | 3-2-2 |
| 8  | 4 décembre   | Maple Leafs de Toronto | 3-1   | Les Canadiens         | 3-3-2 |
| 9  | 8 décembre   | Blackhawks de Chicago  | 1-2   | Les Canadiens         | 4-3-2 |
| 10 | 13 décembre  | Rangers de New York    | 3-2   | Les Canadiens         | 4-4-2 |
| 11 | 15 décembre  | Les Canadiens          | 0-0   | Maroons de Montréal   | 4-4-3 |
| 12 | 18 décembre  | Les Canadiens          | 5-0   | Blackhawks de Chicago | 5-4-3 |
| 13 | 20 décembre  | Les Canadiens          | 1-5   | Cougars de Détroit    | 5-5-3 |
| 14 | 22 décembre  | Sénateurs d'Ottawa     | 0-1   | Les Canadiens         | 6-5-3 |
| 15 | 27 décembre  | Cougars de Détroit     | 0-3   | Les Canadiens         | 7-5-3 |

### Janvier
| No | Date        | Visiteur               | Score | Domicile               | Fiche   |
| -- | ----------- | ---------------------- | ----- | ---------------------- | ------- |
| 16 | 1er janvier | Les Canadiens          | 1-1   | Americans de New York  | 7-5-4   |
| 17 | 3 janvier   | Les Canadiens          | 1-1   | Sénateurs d'Ottawa     | 7-5-5   |
| 18 | 5 janvier   | Maroons de Montréal    | 0-0   | Les Canadiens          | 7-5-6   |
| 19 | 10 janvier  | Bruins de Boston       | 4-2   | Les Canadiens          | 7-6-6   |
| 20 | 12 janvier  | Les Canadiens          | 3-1   | Maroons de Montréal    | 8-6-6   |
| 21 | 15 janvier  | Blackhawks de Chicago  | 0-1   | Les Canadiens          | 9-6-6   |
| 22 | 17 janvier  | Les Canadiens          | 1-1   | Maple Leafs de Toronto | 9-6-7   |
| 23 | 19 janvier  | Rangers de New York    | 0-0   | Les Canadiens          | 9-6-8   |
| 24 | 20 janvier  | Les Canadiens          | 1-0   | Rangers de New York    | 10-6-8  |
| 25 | 22 janvier  | Les Canadiens          | 0-0   | Bruins de Boston       | 10-6-9  |
| 26 | 24 janvier  | Maple Leafs de Toronto | 1-1   | Les Canadiens          | 10-6-10 |
| 27 | 26 janvier  | Les Canadiens          | 2-1   | Sénateurs d'Ottawa     | 11-6-10 |
| 28 | 29 janvier  | Les Canadiens          | 1-0   | Americans de New York  | 12-6-10 |

### Février
| No | Date       | Visiteur              | Score | Domicile               | Fiche   |
| -- | ---------- | --------------------- | ----- | ---------------------- | ------- |
| 29 | 2 février  | Sénateurs d'Ottawa    | 0-1   | Les Canadiens          | 13-6-10 |
| 20 | 7 février  | Cougars de Détroit    | 2-2   | Les Canadiens          | 13-6-11 |
| 31 | 10 février | Les Canadiens         | 3-3   | Rangers de New York    | 13-6-12 |
| 32 | 12 février | Les Canadiens         | 2-0   | Pirates de Pittsburgh  | 14-6-12 |
| 33 | 14 février | Les Canadiens         | 1-0   | Blackhawks de Chicago  | 15-6-12 |
| 34 | 16 février | Americans de New York | 1-1   | Les Canadiens          | 15-6-13 |
| 35 | 21 février | Maroons de Montréal   | 0-1   | Les Canadiens          | 16-6-13 |
| 36 | 23 février | Les Canadiens         | 1-2   | Maple Leafs de Toronto | 16-7-13 |
| 37 | 26 février | Pirates de Pittsburgh | 0-4   | Les Canadiens          | 17-7-13 |
| 38 | 28 février | Les Canadiens         | 0-0   | Americans de New York  | 17-7-14 |

### Mars
| No | Date    | Visiteur               | Score | Domicile            | Fiche   |
| -- | ------- | ---------------------- | ----- | ------------------- | ------- |
| 39 | 2 mars  | Bruins de Boston       | 0-3   | Les Canadiens       | 18-7-14 |
| 40 | 7 mars  | Sénateurs d'Ottawa     | 0-3   | Les Canadiens       | 19-7-14 |
| 41 | 10 mars | Les Canadiens          | 1-1   | Cougars de Détroit  | 19-7-15 |
| 42 | 12 mars | Maple Leafs de Toronto | 1-2   | Les Canadiens       | 20-7-15 |
| 43 | 14 mars | Les Canadiens          | 1-0   | Maroons de Montréal | 21-7-15 |
| 44 | 16 mars | Americans de New York  | 1-4   | Les Canadiens       | 22-7-15 |

## Effectif

### Gardien de but
- George Hainsworth

### Défenseur
- Gerry Carson
- Art Lesieur
- Sylvio Mantha
- Herb Gardiner
- Albert Leduc
- Marty Burke
- Charles Langlois
- Georges Mantha

### Attaquant
- Howie Morenz
- Aurèle Joliat
- Alfred Lépine
- Art Gagné
- Wildor Larochelle
- Léo Gaudreault
- George Patterson
- Armand Mondou

### Directeur Général
- Léo Dandurand

### Entraîneur
- Cecil Hart